# Stanford, Montana
Stanford är administrativ huvudort i Judith Basin County i Montana. Orten har fått sitt namn efter Stanfordville i Dutchess County i delstaten New York.

## Kända personer från Stanford
- Albert Henry Ottenweiler, biskop